# Charlie Chaplin
Sir Charlie Spencer Chaplin mlajši, britanski igralec komičnih vlog, filmski režiser, filmski producent, pisec scenarijev, filmski montažer in skladatelj, * 16. april 1889, London, † 25. december 1977, Corsier-sur-Vevey, Vaud, Švica.
Charlie Chaplin je zaslovel v obdobju nemega filma. Postal je svetovna ikona preko filmskega lika Potepuh in velja za eno najpomembnejših figur v zgodovini filma. Njegova kariera je trajala preko 75 let, od otroštva v viktorijanskem obdobju do leta pred smrtjo v starosti 88 let, prežeta je bila tako z oboževanjem kot tudi polemičnostjo.
Chaplinovo otroštvo v Londonu sta zaznamovala revščina in stiska. Zaradi odsotnosti očeta in denarnih težav matere je bil še pred devetim letom starosti dvakrat poslan v delovno sirotišnico, ko mu je bilo štirinajst let, je bila njegova mati sprejeta v psihiatrično ustanovo. Z nastopanjem se je začel ukvarjati v zgodnjih letih, hodil je na turneje po glasbenih dvoranah in kasneje delal kot igralec v varietejskem gledališču in komik. Pri devetnajstih letih je podpisal pogodbo s prestižno skupino Freda Karna, ki ga je odpeljal v ZDA. Opazili so ga ogledniki filmske industrije in prvič je nastopil v filmu Živimo, kakor moremo iz leta 1914. Kmalu je razvil lik Potepuha in si pridobil veliko občinstva. Že od mladosti je filme tudi režiral in izpopolnjeval svoje nastope, ko se je selil v studie korporacij Essanay, Mutual in First National. Do leta 1918 je postal eden najbolj znanih ljudi na svetu.
Leta 1919 je bil soustanovitelj distribucijskega podjetja United Artists, s čimer je dobil popoln nadzor nad svojimi filmi. Njegov prvi celovečerni film je Deček iz leta 1921, sledili so mu Parižanka (1923), Zlata mrzlica (1925) in Cirkus (1928). V tridesetih letih ni želel preiti na zvočne filme, namesto tega je posnel filma Luči velemesta (1931) in Moderni časi (1936) brez dialogov. Njegovo delo je postajalo vse bolj politično, njegov naslednji film Veliki diktator iz leta 1940 je parodiral Adolfa Hitlerja. Štirideseta leta so bila za Chaplina prežeta s polemičnostjo, njegova priljubljenost je naglo usihala. Obtožen je bil simpatizerstva s komunizmom, obtožba očetovstva in poroke z mlajšimi ženskami pa so v državi poročili škandal. Odprta je bila preiskava FBI, Chaplin pa je bil prisiljen zapustiti ZDA. Preselil se je v Švico. Opustil je lik Potepuha v svojih kasnejših filmih, ki vključujejo Gospod Verdoux (1947), Odrske luči (1952), Kralj v New Yorku (1957) in Grofica iz Hongkonga (1967).
Pri večini svojih filmov je sodeloval kot pisec scenarija, režiser, producent, montažer, igralec glavne vloge in skladatelj filmske glasbe. Bil je perfekcionist in finančna neodvisnost mu je omogočala večletno delo pri razvoju in snemanju filma. Njegovi filmi so okarakterizirani kot burleske s čustveno noto, značilno za Potepuhove boje s stisko. V mnogih filmih se pojavljajo družbene in politične teme, kot tudi avtobiografski elementi. Leta 1972, ko je zanimanje za njegovo delo spet naraslo, je prejel častnega oskarja za »neizmerljiv prispevek k napredku filma do umetniške oblike stoletja«. Še danes je visoko cenjen, filmi Zlata mrzlica, Luči velemesta, Moderni časi in Veliki diktator se pogosto uvrščajo med najboljše filme vseh časov.

## Življenjepis

### Zgodnja leta (1889–1913)

#### Ozadje in težko otroštvo
Charles Spencer Chaplin se je rodil 16. aprila 1889 Hannah Chaplin (dekliški priimek Hill) in Charlesu Chaplinu starejšemu na East Streetu, Walworth, Južni London. Njegova starša sta se bila poročila štiri leta pred tem, ko je Charles starejši postal uradni skrbnik nezakonskega sina Hannah, Sydneya Johna. V času Chaplinovega rojstva sta oba starša nastopala v varietejskem gledališču. Hannah, čevljarjeva hči, je imela kratko in neuspešno kariero pod psevdonimom Lily Harley, Charles starejši, mesarjev sin, pa je bil priljubljen pevec. Chaplinova starša sta se odtujila okoli leta 1891. Leta 1892 je Hannah rodila tretjega sina Georga Wheelerja Drydena, katerega oče je bil igralec v varietejskem gledališču Leo Dryden. Za otroka je od šestega meseca skrbel Dryden, Chaplin ga ni več videl trideset let.
Chaplinovo otroštvo sta zaznamovala revščina in stiska, njegov avtoriziran biograf David Robinson je njegovo življenje označil za »najbolj dramatično zgodbo o vzponu reveža do bogataša«. Zgodnja leta je preživel z mamo in bratom Sydneyjem v londonskem okrožju Kennington. Hannah ni imela prihodka, razen občasnega negovanja in izdelovanja oblek, Chaplin starejši pa ni podpiral svojih sinov. Ko se je situacija še poslabšala, so Chaplina poslali v delovno sirotišnico v starosti sedem let. Okrajni svet ga je zaradi revščine nastanil v šoli Central London District School, česar se je Chaplin spominjal kot »praznega obstoja«. Osemnajst mesecev za tem se je za kratko vrnil k materi, ki ju je bila z bratom prisiljena ponovno oddati v delovno sirotišnico julija 1898. Oba so nemudoma poslali v Norwood Schools, prav tako ustanovo za revne otroke.

»Nisem se dobro zavedal krize, ker sem živel v stalni krizi; in, kot deček, sem odmislil naše težave z otroško naivnostjo.«

– Chaplin o svojem otroštvu
Septembra 1898 je bila Chaplinova mati sprejeta v psihiatrično ustanovo Cane Hill z diagnozo psihoze, ki naj bi jo povzročili okužba s sifilisom in podhranjenost. Za ta dva meseca sta bila Chaplin in Sydney poslana k očetu, ki sta ga komaj poznala. Charles starejši je bil tedaj resen alkoholik, življenje pri njen pa tako težko, da jih je obiskala državna organizacija za preprečevanje trpinčenja otrok. Chaplinov oče je umrl dve leti kasneje, star 38 let, za cirozo jeter.
Hannah se je zdravje začasno popravilo, toda maja 1903 je ponovno zbolela. Chaplin, tedaj star štirinajst let, jo je sam peljal v bolnišnico, od koder so jo poslali nazaj v Cane Hill. Nekaj dni je živel sam, naokoli je iskal hrano in občasno spal zunaj, dokler se ni vrnil Sydney, ki se je dve leti prej pridružil kraljevi mornarici. Hannah je bila po osmih mesecih odpuščena iz bolnišnice, toda marca 1905 je ponovno zbolela, tokrat trajno. »Ni nam preostalo drugega, kot da sprejmemo usodo uboge matere,« je zapisal Chaplin kasneje, v oskrbi je ostala do smrti leta 1928.

#### Mladi igralec
Med časom v šolah za revne in materine duševne bolezni je Chaplin začel z nastopanjem. Kasneje se je spominjal svojega prvega amaterskega nastopa v starosti pet let, ko je prevzel od matere Hannah v Aldershotu. To je bil edini tak nastop, toda do starosti devet let je Chaplin ob materini spodbudi razvil zanimanje do nastopanja. Kasneje je zapisal: »Navdala me je z občutkom, da imam neke vrste talent.« Preko očetovih vez je postal član folklorne plesne skupine Eight Lancashire Lads, s katero je nastopal po angleških varietejskih gledališčih med letoma 1899 in 1900. Chaplin je vložil veliko truda in točka je bila priljubljena pri gledalcih, toda ples ga ni zadovoljil, želel si je ustvariti komično točko.
Mati ga je prisilila, da je ostal v šoli tudi ob nastopanju v skupini Eight Lancashire Lads, toda v starosti trinajst let je opustil šolanje. Preživljal se je s priložnostnimi deli, medtem pa gojil svoje igralske ambicije. Pri štirinajstih, kmalu po materini ponovni bolezni, se je prijavil na gledališko agencijo na londonskem West Endu. Agent je v njem prepoznal potencial in mu nemudoma dal prvo vlogo − prodajalec časopisov v dramskem delu H. A. Saintsburyja, Jim, a Romance of Cockayne. Predstavo so začeli izvajati julija 1903, toda bila je neuspešna in končana po le dveh tednih. Vseeno so Chaplinovo komično igro pohvalili številni kritiki. Saintsbury mu je zagotovil vlogo v delu Charlesa Frohmana, Sherlock Holmes, kjer je igral paža Billyja na treh državnih turnejah. Njegova igra je bila tako dobro sprejeta, da so ga poklicali v London, kjer je zaigral ob prvotnem Holmesu, Williamu Gillettu. »Bilo je kot novica iz nebes,« se je Chaplin spominjal kasnje. Pri šestnajstih letih je igral glavno vlogo v igrah v produkciji West Enda v Duke of York's Theatre med oktobrom in decembrom 1905. V začetku leta 1906 je zaključil novo turnejo z igro Sherlock Holmes, preden je po dveh in pol letih predstavo zapustil.

#### Odrska komedija in vodvil
Chaplin je hitro našel delo pri drugi skupini in šel na turnejo s svojim bratom, ki je prav tako gradil igralsko kariero, s skečem Repairs. Maja 1906 se je Chaplin priključil mladinski igri Casey's Circus, kjer je razvil priljubljene burleskne elemente in kmalu postal zvezda predstave. Do konca turneje julija 1907 je osemnajstletni Chaplin postal izpopolnjen komični igralec. Vseeno mu za tem ni uspelo najti dela, kratka samostojna kariera pa je bila neuspešna.
Medtem se je Sydney Chaplin leta 1906 pridružil prestižni skupini Freda Karna in tu do leta 1908 postal eden glavnih igalcev. Februarja mu je uspelo pridobiti dvomesečni preskusni staž za mlajšega brata. Karno je bil sprva previden, v Chaplinu je videl »bledega, drobnega in čemernega mladeniča«, ki je »deloval veliko preveč sramežljivo za uspešno nastopanje v gledališču«. Toda že s svojo prvo predstavo v londonskem Coliseumu si je zagotovil podpis pogodbe. Začel je z igranjem stranskih vlog in se postopoma prebijal do glavnih vlog leta 1909. Aprila 1910 je imel glavni vlogo v novem skeču Jimmy the Fearless. Izkazal se je za zelo uspešnega in Chaplin je bil deležen velike medijske pozornosti.
Karno je svojega novega zvezdnika izbral tudi za turnejo po severnoameriških vodvilskih gledališčih. Mladi komik je v predstavi izstopal in navdušil kritike, ki so ga opisali kot »enega najboljših pantomimikov, ki so kadarkoli tu nastopali«. Njegova najuspešnejša vloga je bil pijanec Inebriate Swell, ki mu je prinesla precejšnjo prepoznavnost. Turneja je trajala enaindvajset mesecev in skupina se je v Anglijo vrnila junija 1912. Chaplin se je spominjal, da je imel ob vrnitvi »neprijeten občutek pogrezanja nazaj v depresijo vsakdanjosti«, zato je oktobra navdušeno odšel na novo turnejo.

### Igranje v filmih (1914–1917)

#### Keystone
Šest mesecev po začetku druge ameriške turneje je bil povabljen v New York Motion Picture Company. Predstavnik studia, ki je videl njegove nastope, si ga je želel namesto Freda Maca, zvezde Keystone Studiosa, ki je želel stran. Chaplin je imel Keystonove komedije za »nedodelano mešanico surovosti in pretepanja«, toda ideja nastopanja v filmih mu je bil všeč in bi »poleg tega pomenila povsem novo življenje.« Sestal se je s predstavniki studia in septembra 1913 podpisal pogodbo za 150 $ na mesec.
V začetku decembra 1913 je prišel v Los Angeles, kjer je lociran studio Keystona. Njegov šef Mack Sennett je sprva izrazil bojazen, da za 24-letnika izgleda premlad. V filmu ni nastopal do konca januarja, med tem časom se je Chaplin poskušal izučiti v postopku snemanja filmov. Kratki film Živimo, kakor moremo, ki je pomenil njegov filmski debi, je izšel 2. februarja 1914. Chaplinu film ni bil niti malo všeč, toda eden od kritikov ga je označil na »komika najvišjega razreda«. Za svojo drugo vlogo pred kamero je izbral kostum, po katerem je postal prepoznaven. Postopek je opisal v svoji avtobiografiji:
»Želel sem, da je vse v protislovju: hlače ohlapne, plašč tesen, klobuk majhen in čevlji veliki .. Dodal sem brčice z namenom, da bi me postarale, toda ne bi zakrivale mojega izraza. Nisem imel ideje glede osebnosti. Toda v trenutku, ko sem se preoblekel, sem zaradi oblačil in ličil začutil vlogo. Začel sem ga spoznavati in do trenutka, ko sem moral na oder, je bil že v popolnosti rojen. «"
Ta film je bil Mabel's Strange Predicament, toda lik Potepuha, kot je postal znan, je debitiral v filmu Kid Auto Races at Venice, posnetem kasneje, toda predstavljenem dva dneva prej. Chaplin je prevzel lik za stalnega in poskušal s svojimi predlogi o filmih, v katerih je igral. Toda vse njegove predloge so režiserji zavrnili. Med snemanjem svojega enajstega filma Mabel at the Wheel se je sprl z režiserjem Mabelom Normandom in bil blizu razdrtju pogodbe s studiem. Sennett ga je obdržal, toda ko je dobil naročila za filme s Chaplinon, mu je dovolil tudi režirati naslednji film, Chaplin pa je s 1500 $ sam kril morebitno izgubo.
4. maja 1914 je bil premierno prikazan film Ujet v dežju, Chaplinov režiserski debi, in bil zelo uspešen. Za tem je režiral skoraj vse kratke filme Keystona, v katerih je tudi nastopal, filmi so izhajali po eden na teden, tega obdobja se je kasneje spominjal kot najbolj razburljivega v svojem življenju. Chaplinovi filmi so vpeljali počasnejšo obliko komedije, za razliko od tipične Keystonove farse, in pridobili veliko množico oboževalcev. Novembra 1914 je odigral stransko vlogo v svojem prvem celovečernem filmu Tilijina romanca z napako, režiral ga je Sennett, v glavni vlogi pa je nastopila Marie Dressler. Film je bil finančno uspešen in še povečal njegovo priljubljenost. Ko je Chaplinova pogodba ob koncu leta potekla, si je želel 1000 $ na teden, kar je Sennett zavrnil.

#### Essanay
Studio Essanay Film Manufacturing Company je poslal Chaplinu ponudbo 1250 $ na mesec in 10.000 $ za podpis pogodbe. Studiu se je pridružil konec decembra 1914, kjer je pričel graditi stalno igralsko zasedbo, v kateri so bili Leo White, Bud Jamison, Paddy McGuire in Billy Armstrong. Kmalu je pridobil še glavno igralko Edno Purviance, ki jo je spoznal v kavarni in najel zaradi lepote. Skupaj sta zaigrala v 35-ih filmih v osmih letih; hkrati sta bila tudi v romantični zvezi, ki je trajala do leta 1917.
Zagotovil si je velik nadzor nad svojim filmi, začel je tudi posvečati več časa in pozornosti posameznemu filmu. Med njegovim drugim filmom v lastni režiji Večerni izhod in tretjim Boksarski prvak je bil enomesečni premor. Zadnjih sedem Chaplinovih filmov od štirinajstih pri Essanayju je bilo prav tako posnetih počasneje. Chaplin je začel tudi spreminjati svoj lik, ki so ga pri Keystonu kritizirali zaradi »nesramne, prostaške in surove« narave. Lik je postal bolj nežen in romantičen; Film Potepuh (april 1915) velja za izrazito prelomnico v njegovem razvoju. Čustvena nota je bila dodelana s filmom Banka, ki ima žalosten konec. Robinson je to označil za novost v komičnih filmih in označuje začetek obdobja, ko so resni kritiki začeli ceniti Chaplinovo delo. Pri Essanayju je, kot zapiše filmski učenjak Simon Louvish, Chaplin »našel tematiko in prizorišča, ki so definirala Potepuhov svet«.
Leta 1915 je Chaplin postal kulturni fenomen. Trgovine so bile natrpane s Chaplinovimi izdelki, upodobljen je bil v risankah in komičnih stripih, o njem je bilo napisanih tudi več pesmi. Julija je novinar revije Motion Picture Magazine zapisal, da se je »Chaplinitis« razširil po vsej Ameriki. Ker je njegova slava rasla po vsem svetu, je kmalu postal prva mednarodna filmska zvezda. Ob izteku pogodbe z Essanayem decembra 1915 je Chaplin – zavedajoč se svoje priljubljenosti – želel 150.000 $ za podpis pogodbe z naslednjim studiem. Prejel je več ponudb, tudi od studiev Universal, Fox in Vitagraph, najboljšo pa od Mutual Film Corporation za 10.000 $ na teden.

#### Mutual
Izpogajana pogodba z Mutualom mu je prinašala 670.000 $ na leto, s čimer je bil po Robinsonovo pri šestindvajsetih letih eden najboljše plačanih ljudi na svetu. Višina plače je šokirala javnost in bila medijsko zelo izpostavljena. Predsednik studia John R. Freuler je razložil: »Lahko si privoščimo plačati g. Chaplinu takšno veliko letno vsoto, ker javnosti želi Chaplina in je zanj pripravljena plačati.«
Mutual mu je namenil lasten studio v Los Angelesu, ki je bil odprt marca 1916. V svojo delniško družbo je kot ključna človeka vključil Alberta Austina in Erica Campbella, ter produciral serijo izpopolnjenih dvokolutnih filmov: V trgovski hiši, Gasilec, Potujoči glasbenik, Ob enih ponoči in Grof. Za film V zastavljalnici je izbral igralca Henryja Bergmana, s katerim je nato sodeloval nadaljnjih trideset let. Filma Za velikim platnom in Kotalkanje sta zaključila Chaplinove filme leta 1916. Pogodba z Mutualom je zahtevala dvokolutni film vsake štiri tedne, kar mu je uspelo izpolniti. V novem letu pa je začel zahtevati več časa. V prvih desetih mesecih leta 1917 je izdal le štiri filme: Dobra soseska, Zdravilo, Priseljenec in Pustolovec. S skrbno zgradbo veljajo med Chaplinovimi preučevalci za njegova najboljša dela. Kasneje je svoja leta pri Mutualu označil za najsrečnejše obdobje svoje kariere.
Britanski mediji so ga napadli, ker se ni boril v prvi svetovni vojni. Branil se je z razkritjem, da bi se boril za Britanijo ob pozivu ter da se je prijavil na nabor ameriške vojske, toda nobena od držav ga ni pozvala. Kritikam navkljub je bil Chaplin priljubljen med vojaki, njegova priljubljenost je rasla po vsem svetu. Revija Harper's Weekly je poročala, da je ime Charlie Chaplin »del pogovornega jezika v skoraj vsaki državi« in da je Potepuh »splošno znan«. Leta 1917 so postali profesionalni Chaplinovi imitatorji tako razširjeni, da jih je pravno preganjal, devet od desetih udeležencev zabav v maskah je bilo preoblečenih v Potepuha. Istega leta je raziskava Boston Society for Psychical Research zaključila, da je Chaplin »ameriška obsesija«." Igralka Minnie Maddern Fiske je zapisala, da »začenja vse večja množica kulturnikov in umetnikov mladega angleškega burkeža Charlesa Chaplina šteti za izrednega umetnika in komičnega genija«."

### First National (1918–1922)
Pri Mutualu so bili potrpežljivi glede Chaplinove počasnejše produkcije in pogodba se je končala sporazumno. Njegova glavna skrb pri iskanju novega studia je bila neodvisnost; Sydney Chaplin, tedaj njegov poslovni agent, je povedal medijem: »Charlieju je treba dati na razpolago ves čas, ki ga potrebuje, in ves denar, ki ga potrebuje, za produciranje filmov na način, ki si ga sam želi;… Kvaliteta je tisto, za čemer stremimo, ne kvantiteta.« Junija 1917 je Chaplin podpisal pogodbo za osem filmov s studiem First National Exhibitors' Circuit za 1 milijon $. Izbral si je gradnjo novega studia na petih akrih zemljišča na Sunset Boulevard, z najboljšimi možnimi prostori za produkcijo. Končan je bil januarja 1918 in Chaplin je dobil svobodo nad snemanjem filmov.
Pasje življenje, izdan aprila 1918, je bil prvi film pod novo pogodbo. V njem je Chaplin pokazal večjo skrb za zgradbo zgodbe in pričel obravnavati Potepuha kot »vrsto Pierrota«. Louis Delluc je film opisal kot »prvo popolno filmsko umetniško delo«. Za tem se je Chaplin lotil kampanje za vojne obveznice, odpravil se je na enomesečno turnejo po ZDA in zbiral denar za zaveznike v prvi svetovni vojni. Produciral je tudi kratek propagandni film The Bond, ki ga je podaril vladi za zbiranje sredstev. Chaplinov naslednji film Puško na rame se dogaja v času vojne, Potepuh je postavljen v strelske jarke. Sodelavci so ga svarili pred snemanjem komedije o vojni, toda kot se je kasneje spominjal, »nevarno ali ne, ideja me je navdušila«. Štiri mesece je snemal 45-minutni film, ki je bil izdan oktobra 1918 in požel velik uspeh.

#### United Artists, Mildred Harris inDeček
Po predstavitvi filma Puško na rame je Chaplin zaprosil First National za več denarja, toda zavrnili so ga. Frustriran zaradi pomanjkanja skrbi za kvaliteto in v skrbeh zaradi govoric o združitvi studia z Famous Players-Lasky, je skupaj z Douglasom Fairbanksom, Mary Pickford in D. W. Griffith januarja 1919 ustanovil lastno distribucijsko podjetje – United Artists. Taka ureditev je bila revolucionarna v filmski industriji, saj je omogočala štirim partnerjem – vsi so bili umetniki – da osebno financirajo svoje filme in imajo nad njimi popoln nadzor. Chaplin si je želel čim prej začeti delati v novem studiu in je ponudil odkup svoje pogodbe First Nationalu. To so odklonili in vztrajali, da izpolni pogodbo in dokonča še šest filmov.
Pred ustanovitvijo United Artists se je Chaplin prvič poročil. Sedemnajstletna igralka Mildred Harris je razkrila, da je z njim noseča, in septembra 1918 sta se potiho poročila v Los Angelesu, da bi se izognila polemikam. Kmalu za tem se je izkazalo, da je bila nosečnost le lažni alarm. Chaplin je bil v zvezi nesrečen in je čutil, da poroka zavira njegovo ustvarjalnost, zato se je mučil z novim filmom Pastirček. Harris je za tem resnično zanosila in 6. julija 1919 rodila sina. Norman Spencer Chaplin se je rodil malformiran in umrl po treh dneh. Zakonska zveza se je končala aprila 1920, Chaplin ju je v svoji avtobiografiji označil za »nezdružljivi osebnosti«.
Izguba otroka je imela vpliv na Chaplinovo delo, saj je načrtoval film, v katerem bi Potepuh postal skrbnik dečka. Za ta podvig si je želel ustvariti več kot komedijo in, kot pravi Louvish, »pustiti svoj pečat v spremenjenem svetu«. Snemanje filma Deček se je pričelo avgusta 1919 s štiriletnim Jackiejem Cooganon kot glavnim soigralcem. Spoznal je, da se snemanje spreminja v velik projekt, zato je za pomiritev studia First National ustavil produkcijo in na hitro posnel Dan veselja. Deček je bil v produkciji devet mesecev, do maja 1920, in bil z 68 minutami najdaljši Chaplinov film do tedaj. Na film s temami, kot sta revščina in ločitev otroka od starša, so vplivale Chaplinovo lastne izkušnje iz otroštva in je eden prvih filmov, ki združuje komedijo in dramo. Izšel je januarja 1921 in takoj požel uspeh, do leta 1924 so ga vrteli v več kot petdeset državah.
Za svoj naslednji dvokolutni film Lenuhi je porabil pet mesecev. Po predstavitvi septembra 1921 se je prvič skoraj po desetletju vrnil v Anglijo. Za tem je delal za izpolnitev pogodbe za First National, izdal je filma Plačilni dan februarja 1922 in Romar – njegov zadnji kratki film – ki je bil zaradi nesoglasij s studiem glede distribucije izdan leto kasneje.

### Nemi celovečerni filmi (1923–1938)

#### ParižankainZlata mrzlica
Po izpolnitvi pogodbe s First National je Chaplin lahko posnel svoj prvi film kot neodvisni producent. Novembra 1922 je začel snemati film Parižanka, romantično dramo o dveh nesrečnih ljubimcih. Chaplin je načrtoval, da bi bil film odskočna desna za Edno Purviance, v filmu se sam ni pojavil razen v obrobni vlogi. Želel je, da bi se film zdel čim bolj resničen, zato je igralcem naročil, naj odigrajo svoje vloge zadržano. V življenju, je razločil, »moški in ženska poskušata skrivati svoja čustva, ne poskušata jih izraziti«. Film je bil premierno prikazan septembra 1923 in je bil deležen pohval za subtilen pristop, kar je bilo tedaj novost. Javnost pa ni kazala velikega zanimanja za Chaplinov film brez njegove pojave, in prodaja vstopnic je bila porazna. Ta poraz ga je osebno prizadel – dolgo si je želel ustvariti dramski film in je bil ponosen na rezultat – in film je umaknil iz kinematografov takoj, ko je bilo to mogoče.
Chaplin se je za naslednji projekt vrnil h komediji. Svoja merija je postavil visoko, ko si je rekel: »Naslednji film mora biti epski! Najboljši!« Navdihnjen s fotografijo o zlati mrzlici v Klondiku iz leta 1898 in o Donnerjevi skupini v letih 1846–47 je naredil, kot je to označil Geoffrey Macnab, »epsko komedijo iz bridke teme«. V filmu Zlata mrzlica je Potepuh osamljen iskalec zlata, ki se bori s stisko in išče ljubezen. Z Georgio Hale, kot novo glavno igralko, je pričel snemati februarja 1924. V podrobnosti izdelana produkcija je stala skoraj 1 milijon $, vključujoč snemanje na lokaciji v gorovju Truckee s 600 statisti, ekstravagantnimi scenami in posebnimi učinki. Zadnji prizor je bil posnet šele maja 1925, po petnajstih mesecih snemanja.
Čutil je, da je to najboljši film, ki da je bil posnel do tedaj. Preimerno je bil prikazan avgusta 1925 in postal eden najbolj dobičkonosnih filmov v obdobju nemega filma z dobičkom 5 milijonov $. Komedija vsebuje nekatere najbolj znane Chaplinove prizore, kot sta Potepuhovo zaužitje lastnega škornja in puranov ples. Macnab ga je kasneje imenoval za »Chaplinov esencialni film«, tudi Chaplin si je želel, da bi se ga ljudje spominjali po njem.

#### Lita Grey inCirkus
Med snemanjem filma Zlata mrzlica se je Chaplin drugič poročil. Podobno kot ob prvi poroki, ga je najstniška igralka Lita Grey, ki bi morala nastopiti v filmu, z nepričakovano novico o nosečnosti prisilila v poroko. Stara je bila šestnajst let, on pa 35, kar je pomenilo, da bi Chaplina po kalifornijskem zakonu lahko obtožili zakonskega posilstva. Zaradi tega je organiziral skrivno poroko v Mehiki 24. novembra 1924. 5. maja 1925 se je rodil njun prvi sin Charles Spencer Chaplin mlajši, 30. marca 1926 pa še drugi Sydney Earle Chaplin.
Zakon je bil nesrečen in Chaplin je preživljal dolge ure v studiu, da se je izognil ženi. Novembra 1926 je Grey vzela otroka in zapustila družinski dom. Sledila je grenka ločitev, vloga Greyjeve za ločitev, ki Chaplina obtožuje nezvestobe, zlorabe in gojenja »perverznih seksualnih nagnjenj«, pa je prišla v medije. Chaplin je bil v stanju živčnega zloma. Ko je zgodba prišla na naslovnice medijev, je bilo po državi ustanovljenih več skupin, ki je pozivalo k prepovedi predvajanja njegovih filmov. Da bi končali primer brez novega škandala, so se Chaplinovi odvetniki pogodili za odškodnino v višini 600.000 $ – najvišjo odškodnino na ameriških sodiščih do tedaj. Njegova baza oboževalcev je bila dovolj močna, da je preživela in kmalu pozabila ta incident, sam Chaplin pa je bil globoko prizadet.
Še pred vložitvijo ločitvene tožbe je začel delati na novem projektu Cirkus. Zgodbo je zgradil okoli ideje o hoji po vrvi ob obleganju z opicami in Potepuha spremenil v naključno zvezdo cirkusa. Snemanje je bilo prekinjeno za deset mesecev, ko je poskušal reševati škandal ob ločitvi, tudi sicer je bila produkcija filma polna težav. Zaključen je bil oktobra 1927 in premierno predvajan januarja 1928, ko je naletel na pozitiven sprejem. Na prvi podelitvi oskarjev je Chaplin dobil posebno nagrado za »raznovrstnost in genialnost v igri, pisanju, režiranju in produciranju filma Cirkus«, Kljub uspehu je film vedno povezoval s stresom ob produkciji;V svoji avtobiografiji filma ne omenja, tudi v poznejših letih je težko delal na njem, ko je zanj snemal glasbeno podlago.

#### Luči velemesta
»Odločen sem bil nadaljevati s snemanjem nemih filmov ... Sem pantomimik in v tem mediju sem edinstven in, brez lažne skromnosti, mojster.«

—Chaplin pojasnjuje svoje kljubovanje zvočnim filmom v tridesetih letih
Ob predstavitvi filma Cirkus je Hollywood že doživel predstavitev zvočnega filma. Chaplin je bil kritičen do tega novega medija in tehničnih pomanjkljivosti, ki jih je predstavljal, verjel je tudi, da zvočnim filmom manjka mojstrstvo nemih filmov. Bil je tudi zadržan glede spreminjanja formule, ki mu je prinesla uspeh, in se bal, da bi glas Potepuhu omejil mednarodno privlačnost. Tako je zavrnil novo hollywoodsko modno muho in začel snemati nov nemi film. Vseeno je bil ob tej odločitvi Chaplin negotov in tak ostal tudi med produkcijo filma.
Ko se je pričelo snemanje konec leta 1928, je Chaplin že skoraj leto dni delal na zgodbi. Film Luči velemesta sledi Potepuhovi ljubezni do slepe prodajalke cvetja (igra jo Virginia Cherrill) in njegovih naporov, da bi zbral denar za operacijo, ki bi ji omogočila vid. Zahtevna produkcija je trajala 21 mesecev, Chaplin je kasneje priznal, da se je »spravil v nevrotično stanje želenja perfekcije«. Prednost, ki jo je Chaplin našel v tehnologijo zvočnega filma, je snemanje zvočne podlage za film, ki jo je delno sestavil sam.
Končan je bil decembra 1930, ko je bil nemi film le še anahronizem. Poskusno predvajanje filma pred naključnim občinstvom ni bilo uspešno, toda predvajanje za medije je prineslo pozitivne kritike. Eden od novinarjev je zapisal: »Nihče drug na svetu kot Charlie Chaplin ne bi mogel tega narediti. On je edina oseba, ki pomeni nekakšno posebno privlačnost za gledalce v dovolj veliki meri, da lahko kljubuje naklonjenosti javnosti do filmov, ki govorijo.« Premierno prikazan za javnost januarja 1931, se je film Luči velemesta izkazal za v javnosti priljubljen in finančno uspešen – končni dobiček je bil preko 3 milijone $. Britanski filmski inštitut ga je označil za Chaplinov največji dosežek, kritik James Agee pa hvali zaključni prizor kot »najboljšo igro v ključnih momentih filmov«.

#### Potovanja, Paulette Goddard inModerni časi
Film Luči velemesta je bil uspešen, toda Chaplin je bil negotov, če lahko posname še en film brez dialogov. Ostal je prepričan, da zvok v njegovih filmih ne bi deloval, toda bil je tudi »obseden z morečim strahom, da bi izpadel staromoden«. V tem stanju negotovosti se je v začetku leta 1931 odločil za počitnice, ki so se zavlekle v šestnajstmesečno potovanje. V svoji avtobiografiji se Chaplin spominja vrnitve v Los Angeles: »Bil sem zmeden in brez načrta, vznemirjen in se zavedel skrajne osamljenosti.« Kratek čas je razmišljal o upokojitvi in preselitvi na Kitajsko.
Osamljenost se je končala, ko je julija 1932 spoznal enaindvajsetletno igralko Paulette Goddard, s katero je začel uspešno zvezo. Ni se bil še pripravljen posvetiti filmu, zato se je osredotočil na pisanje feljtonskega romana o svojih potovanjih (izdanem kot Woman's Home Companion). Izlet je bila poživljajoča izkušnja za Chaplina, tudi srečanje z več priznanimi misleci, in vse bolj se je začel zanimati za svetovno politiko. Stanje dela v ZDA ga je skrbelo, bal se je tudi, da bi kapitalizem in stroji na delovnem mestu povečala brezposelnost. Vse to ga je spodbudilo k pripravi novega filma.
Film Moderni časi je sam predstavil kot »satiro nekaterih stopenj naših industrijskih življenj«. Snemanje filma, v katerem se potepuh in Paulette Goddard kot glavna igralka spopadata z veliko depresijo, je trajalo deset mesecev in pol. Chaplin je nameraval uporabiti govorjeni dialog, toda med vajami si je premislil. Kot pri predhodnem filmu Luči velemesta je uporabil le zvočne efekte, toda skoraj brez govora. Chaplinov nastop s pesmijo pa je dal Potepuhu edinkrat v filmu tudi glas. Po snemanju glasbe zanj je Chaplin film predstavil februarja 1936. Bil je prvi celovečerni film v petnajstih letih, ki je vseboval politične pripombe in socialni realizem, kar je pritegnilo veliko pozornost medijev, čeprav je želel sam želel zmanjšati pomen očitkov. Film je bil manj dobičkonosen od predhodnih in je prejel mešane kritiki, ker nekaterim gledalcem ni bilo všeč politiziranje. Danes Britanski filmski inštitut vidi film kot enega najboljših Chaplinovih, David Robinson meni, da kaže režiserja na »na neprekosljivem vrhu kot ustvarjalca vizualne komedije«.
Po končanem filmu Moderni časi je Chaplin s Paulette Goddard odšel na potovanje po daljnem vzhodu. Par ni želel komentirati narave svoje zveze, zato ni bilo znano, če sta poročena ali ne. Kasneje je Chaplin razkril, da sta se poročila v Guangžouju tekom tega potovanja. Do leta 1938 sta se odtujila, ker sta se oba močno osredotočala na svoje delo; Goddard se je ločila v Mehiki leta 1942, kot razloga je navedla nezdružljivost in ločeno življenje več kot eno leto.

### Polemike in padanje priljubljenosti (1939–1952)

#### Veliki diktator
V štiridesetih letih se je Chaplin soočal z vrsto polemik, tako pri svojem delu kot tudi v osebnem življenju, kar je spremenilo njegovo usodo in močno načelo njegovo priljubljenost v ZDA. Prva od teh je bila novo pridobljena drznost pri izražanju političnih stališč. Močno v skrbeh zaradi porasta militarističnega nacionalnima v svetu v tridesetih letih, se tem vprašanjem ni mogel izogniti niti v svojih delih. Podobnost med njim in Adolfom Hitlerjem je bila splošno znana: rojena sta bila štiri dni narazen, oba sta se dvignila iz revščine do svetovne slave, nemški diktator je tudi nosil enake brke v obliki zobne ščetke kot Potepuh. Ta vidna zunanje podobnost je Chaplinu nudila pretvezo za zgodbo svojega naslednje filma, Veliki diktator, v katerem neposredno parodira Hitlerja in napada nacizem.
Dve leti je porabil za pisanje in razvoj scenarija, snemati je pričel septembra 1939 – šest dni preden je Britanija napovedala vojno Nemčiji. Uklonil se je uporabi govorjenega dialoga, delno kot prepričanje, da ni imel druge izbire, toda tudi ker je v tem videl boljšo metodo za prikaz političnega sporočila. Snemanje komedije o Hitlerju je veljajo za zelo polemično, toda Chaplinova finančna neodvisnost mu je omogočala tveganje. »Odločen sem bil nadaljevati«, kot je kasneje zapisal, »ker se je Hitlerju potrebno smejati«. Chaplin je nadomestil Potepuha (v enakih oblačilih) z »židovskim brivcem«, ki je referenca na prepričanje nacistične stranke, da je sam Žid. V dvojni vlogi je igral tudi diktatorja »Adenoida Hynkela«, ki je parodija Hitlerja.
Produkcija filma je trajala eno leto, premierno je bil prikazan oktobra 1940. Deležen je bil velike medijske pozornosti, kritik New York Timesa ga je označil za »najbolj željno pričakovan film leta«, bil je tudi eden najdonosnejših filmov svojega obdobja. Vseeno pa konec filma ni bil všeč gledalcem in je sprožal polemike. V zaključku filma Chaplin v šestminutnem monologu v kamero navede svoja osebna prepričanja. Charles J. Maland je prepoznal to očitno pridiganje kot povod za zaton njegove popularnosti in je zapisal: »Od tedaj naprej noben ljubitelj filmov ni mogel več ločiti dimenzije političnosti od njegove zvezdniške podobe«. Film je prejel pet nominacij za oskarje, tudi za najboljši film, scenarij in igralca.

#### Pravne težave in Oona O'Neill
V sredini štiridesetih let se je Chaplin zapletel v vrsto sojenj, ki so mu vzeli večji del časa in so močno vplivali na njegovo javno podobo. Njegove težave so izvirale iz zveze z Joan Barry, igralko željno dokazovanja, s katero je bil občasno v zvezi med junijem 1941 in jesenjo 1942. Joan Barry, ki je kazala obsesivno vedenje in je bila dvakrat aretirana po njunem razhodu, se je ponovno v sledečem letu in oznanila nosečnost s Chaplinom. Ker jo je zavrnil, je proti njemu vložila tožbo za ugotavljanje očetovstva.
Direktor FBI J. Edgar Hoover, ki je bil že dolgo sumničav do Chaplinovih političnih nagnjenj, je izkoristil to priložnost za ustvarjanje negativne publicitete okoli njega. Kot del umazane kampanje za škodovanje Chaplinovi javni podobi, je FBI proti njemu vložil štiri obtožnice, povezanih s primerom Barryjeve. Najbolj resna od teh je bilo domnevno kršenja zakona o moških, ki prepoveduje prevoz žensk čez zvezne meje za spolne namene. Zgodovinar Otto Friedrich je to označil za »absurden kazenski pregon« na podlagi »starinskega zakona«, vseeno pa mu je v primeru dokazane krivde grozilo 23 let zapora. Tri obtožnice zaradi pomanjkanja dokazov niso prišle do sodne obravnave, toda sojenje za kršitev zakona o moških se je pričelo marca 1944. Po dveh tednih je bil Chaplin spoznan za nedolžnega. Primer je bil deležen velike medijske pozornosti, Newsweek ga je celo označil za »največji škandal v odnosu z javnostmi od sojenja za umor Fatty Arbuckle leta 1921«.
Carole Ann se je Barryjevi rodila okrobra 1944, tožba za ugotavljanje očetovstva pa je bila na sodišču do februarja 1945. Po dveh napornih obravnavah, v katerem ga je odvetnik tožeče strani označil za »moralno podlega«, je bil Chaplin razglašen za očeta. Sodnik ni želel sprejeti zdravstvenih dokazov s krvnimi testi, ki so kazali nasprotno, in odredil, da mora plačevati preživnino za Carole Ann do dopolnjenega enaindvajsetega leta. Medijsko pokrivanje sojenja je bilo močno pod vplivom FBI, ki je informacije pošiljal znani kolumnistki za družbeno kroniko, Heddi Hopper, ki je Chaplina prikazovala v pretirano kritični luči.
Polemike okrog Chaplina so se še okrepile, ko se je dva tedna po vložitvi tožbe za ugotavljanje očetovstva poročil s svojo najnovejšo varovanko, osemnajstletno Oono O'Neill – hčerjo ameriškega dramatika Eugenea O'Neilla. Chaplinu, ki je bil tedaj star 54 let, jo je predstavil filmski agent sedem mesecev prej. V svoji biografiji Chaplin opisuje srečanje O'Neillove kot »najsrečnejši dogodek v mojem življenju«, in trdi, da je našel »pravo ljubezen«. Chaplinov sin Charles mlajši je povedal, da je Oona »oboževala« njegovega očeta. Par je ostal poročen do njegove smrti in v osemnajstih letih dobil osem otrok: Geraldine Leigh (r. julija 1944), Michaela Johna (r. marca 1946), Josephine Hannah (r. marca 1949), Victorio (r. maja 1951), Eugena Anthonyja (r. avgusta 1953), Jane Cecil (r. maja 1957), Annette Emily (r. Decembra 1959), in Christopherja Jamesa (r. julija 1962).

#### Gospod Verdouxin obtožbe komunizma
Chaplin je trdil, da so sodni procesi povezani z Barryjevo »pohabili [njegovo] ustvarjanost«, in da je rabil kar nekaj časa, preden je spet lahko začel delati. Aprila 1946 je končno začel snemati nov projekt, ki ga je bil razvijal od leta 1942. Film Gospod Verdoux je črna komedija o francoskem bančnem uslužbencu Verdouxu (Chaplin), ki izgubi službo ter začne poročati in moriti bogate vdove, da lahko preživlja svojo družino. Navdih je dobil od Orsona Wellesa, ki je želel, da Chaplin odigral glavno vlogo v njegovem filmu o serijskem morilcu Henriju Désiréju Landruju. Vlogo je zavrnil, toda odločil se je, da bi ta koncept lahko »pomenil čudovito komedijo«, in plačal Wellesu 5.000 za idejo.
Z Gospodom Verdouxom je ponovno izrazil svoja politična prepričanja, s kritiko kapitalizma in argumentacijo, da svet spodbuja množične morilce preko vojn in orožij za množično uničevanja. Zaradi tega je film ob začetku predvajanja aprila 1947 sprožal polemike; Na premieri je bil Chaplin izžvižgan, sledile so tudi pobude za bojkot. Gospod Verdoux je bil prvi Chaplinov film, ki je bil v ZDA neuspešen tako pri kritikih, kot tudi finančno. Na tujem je bil uspešnejši in scenarij je bil nominiran za oskarja. Na film je bil ponosen, v svoji avtobiografiji je zapisal: »Gospod Verdoux je najbolj domiselen in briljanten film, ki sem ga ustvaril do sedaj.«
Negativni odziv na film je bil v veliki meri posledica spremenjene Chaplinove javne podobe. Poleg škandala povezanega z Joan Barry, je bil tudi javno obtožen, da je komunist. Njegova politična aktivnost se je okrepila med drugo svetovno vojno, ko je zagovarjal odprtje druge fronte za pomoč Sovjetski zvezi in podpiral več skupin za ameriško-sovjetsko prijateljstvo. Udeleževal se je tudi sprejemov, ki so jih prirejali sovjetski diplomati v Los Angelesu. V politični klimi štiridesetih let v ZDA so takšne dejavnosti pomenile, kot zapiše Larcher, »nevarno progresivnost in nemoralnost«. FBI ga je želel vreči iz države in v začetku leta 1947 sprožil uradno preiskavo.
Chaplin je zavrnil, da bi bil komunist, označil se je za »miroljuba«, toda menil, da so vladni napori za zatiranje ideologije nesprejemljiva kršitev civilnih pravic. O tej temi ni mogel pogledati stran, zato je odkrito protestiral proti sojenju članom komunistične stranke in aktivnostim komiteja predstavniškega doma za raziskavo protiameriških aktivnosti (HUAC). Prejel je sodni poziv za pričanje pred HUAC, toda ni bil povabljen na zaslišanje. Ker so mediji obširno poročali o njegovih aktivnostih in se je hladna vojna zaostrovala, so se pojavila vprašanje zakaj ni sprejel ameriškega državljanstva. Pojavile so se pobude, da bi ga morali izgnati; Predstavnik Mississippija John E. Rankin je pred kongresom povedal: »Njegovo življenje v Hollywoodu je diametralno nasprotje ameriških moralnih vrednot. [Če bo izgnan] ... bo njegova ogabna pojava umaknjena od oči ameriške mladine. Morali bi ga izgnati in se ga znebiti enkrat za vselej.«

#### Odrske lučiin izgon iz ZDA
Čeprav je ostal politično aktiven tudi v letih po neuspehu filma Gospod Verdoux, je njegov naslednji film o pozabljenem vodvilskem komedijantu in mladi edwardianski balerini brez političnih tem. Odrske luči je močno avtobiografski film, ki ne namiguje le na Chaplinovo otroštvo in življenje brez staršev, ampak tudi padec njegove priljubljenosti v ZDA. V igralski zasedbi je več njegovih sorodnikov, tudi pet njegovih najstarejših otrok in polbrat Wheeler Dryden.
Snemanje se je pričelo novembra 1951 po tem, ko je bil Chaplin že pet let delal na zgodbi. Meril je na resnejše tone v primerjavi s prejšnjimi filmi, pogosto je uporabil besedo »melanholija«, ko je načrte za film opisoval ob njem glavni igralki Claire Bloom. Film Odrske luči je pomemben tudi zaradi mini vloge Busterja Keatona, ki ob Chaplinu nastopi v pantomimskem prizoru. To je bilo edino sodelovanje obeh komikov..
Premiero filma se je Chaplin odločil postavili v London, kjer se film tudi dogaja. Ko je zapuščal Los Angeles, je izrazil slutnjo, da se ne bo več vrnil. V New Yorku se je 18. septembra 1952 z družino vkrcal na ladjo Queen Elizabeth. Dan za tem je pravosodni minister James P. McGranery razveljavil Chaplinovo dovolilnico za vstop v ZDA in delal, da bo moral na zagovor glede svojih političnih nagnjenj in moralnega obnašanja, preden bi se vnil v ZDA. Čeprav je McGranery medijem dejal, da ima »precej močne dokaze proti Chaplinu«, Maland na podlagi dokumentov FBI izdanih v osemdesetih letih zaključuje, da vlada ni imena nobenega resnega dokaza, da bi Chaplinu preprečila vrnitev v ZDA. Precej verjetno bi dobil dovoljenje, če bi zanj zaprosil. Toda, ko je Chaplin prejel telegram z novico, se je osebno odločil pretrgati vse vezi z ZDA:
»Če se vrnem v to nesrečno državo ali ne me ni dosti vznemirjalo. Želel bi jim sporočiti, da prej ko sem opravil s to sovražno atmosfero, bolje je, in da sem naveličan ameriških žalitev in moralne pompoznosti.«
Ker je vse njegovo premoženje ostalo v ZDA, se je vzdržal negativnih komentarjev medijem o incidentu. Škandal je pritegnil množično pozornost, toda Chaplin in njegov film sta bila toplo sprejeta v Evropi. V ZDA se je sovražnost proti njemu nadaljevala in, čeprav je prejel nekaj pozitivnih kritik, je bil film Odrske luči množično bojkotiran. Maland je menil, da je Chaplinov padec od priljubljenosti »brez primere« morda »najbolj dramatičen padec v zgodovini ameriških medijskih zvezd«.

### Leta v Evropi (1953–1977)

#### Naselitev v Švici inKralj v New Yorku
»Bil sem deležen laži in propagande s strani mogočnih nazadnjaških skupin, ki so s svojim vplivom in s pomočjo ameriškega rumenega tiska ustvarili nezdravo atmosfero, v kateri so liberalno-misleči posamezniki izpostavljeni in preganjani. V takih okoliščinah dobesedno nisem več mogel nadaljevati s snemanjem filmov, zato sem se odpovedal svojemu prebivališču v ZDA.«

—Chaplinovo sporočilo za medije o odločitvi, da se ne bo vrnil v ZDA
Po razveljavitvi dovolilnice za vstop v ZDA se Chaplin ni poskušal vrniti, poslal je le ženo, da je uredila zadeve. Par se je odločil naseliti v Švici in januarja 1953 se je družina preselila v novi dom: Manoir de Ban, 37 akrov veliko vilo z razgledom na ženevsko jezero v Corsier-sur-Veveyu. Chaplin je marca začel prodajati hišo in studio na Beverly Hillsu, aprila pa je predal dovoljenje za vrnitev v ZDA. Sledečega leta se je žena odrekla ameriškemu državljanstvu in postala britanska državljanka. Chaplin je prerezal še svojo zadnjo poslovno povezavo z ZDA leta 1955, ko je prodal preostanek svojega deleža v studiu United States, ki je bil od štiridesetih let v finančnih težavah.
Chaplin je ostal sporna osebnost tudi v petdesetih letih, posebej po prejemu mednarodne nagrade za mir s strani komunističnega sveta za svetovni mir, ter po srečanjih z Džoujem Enlajen in Nikito Hruščovom. Leta 1953 je začel delati na svojem prvem evropskem filmu Kralj v New Yorku. V njem je igral izgnanega kralja, ki išče azil v ZDA, pri čemer je v scenariju uporabil več svojih zadnjih izkušenj. Njegov sin Michael je igral dečka, na katerega starše se je spravil FBI, Chaplinov lik pa se sooča z obtožbami komunizma. Politična satira parodira HUAC in napada elemente kulture petdesetih let – vključujoč potrošništvo, plastične operacije in široko-zaslonski kino. V kritiki ga je dramatik John Osborne označil za Chaplinov »najbolj bridek« in »najbolj odkrito osebni« film.
Ustanovil je novo produkcijsko podjetje Attica in za snemanje uporabil Shepperton Studios. Snemanje v Angliji se je izkazalo za težko preizkušnjo, saj je bil navajen na snemanje v lastnem hollywoodskem studiu in z znano ekipo, tudi čas produkcije ni bil več neomejen. Robinson je ocenil, da je imelo to učinek na kvaliteto filma. Film Kralj v New Yorku je bil predstavljen septembra 1957 in je prejel mešane kritike. Chaplin je prepovedal ameriškim novinarjem obisk pariške premiere, filma v ZDA tudi ni izdal. To je vidno omejilo dobičkonosnost, vseeno je film doživel zmeren uspeh v Evropi. V ZDA je bil predvajan šele leta 1973.

#### Zadnja dela in obnovljeno zanimanje
V zadnjih dveh desetletnih svoje kariere se je Chaplin osredotočil na ponovno montiranje svojih starih filmov in njihovo opremljanje z glasbeno podlago, hkrati z zagotovitvijo njihovih lastniških in distribucijskih pravic. V intervjuju leta 1959 na svoj sedemdeseti rojstvi dan, je dejal, da se še najde »prostor za malega človeška v atomski dobi.« Prva od teh ponovnih izdaj je bila The Chaplin Revue (1959), ki je vključevala nove različice filmov Pasje življenje, Puško na rame in Romar.
V ZDA se je politična atmosfera začela spreminjati in pozornost se je ponovno usmerila na Chaplinove filme namesto njegovih prepričanj. Julija 1962 je The New York Times izdal uvodnik, v katerem piše: »Ne verjamemo, da bi bila republika v nevarnosti, če bi včerajšnjemu nepozabljenemu malemu Potepuhu dovolili dostop s parnikom ali letalom v ameriško pristanišče. Istega meseca je prejel častni doktorat s strani univerz Oxford in Durham. Novembra 1963 je gledališče Plaza v New Yorku začelo s celoletno serijo Chaplinovih filmov, ki je vključevala tudi s strani kritikov odlično ocenjena Gospod Verdoux in Odrske luči. Septembra 1964 je Chaplin izdal svojo avtobiografijo My Autobiography, na kateri je delal od leta 1957. Knjiga s 500 stranmi, ki se osredotoča na njegova zgodnja leta in osebno življenje, je postala svetovna uspešnica, kljub kritikam o pomanjkanju podatkov o njegovi filmski karieri.
Kmalu po izdaji spominov je začel delati na novem projektu Grofica iz Hongkonga (1967), romantični komediji, zasnovani temelječ na scenariju, ki ga je bil napisal za Paulette Goddard v tridesetih letih. Dogajanje je postavljeno na prekooceansko ladjo, Marlon Brando igra ameriškega veleposlanika, Sophia Loren pa slepo potnico, ki se skriva v njegovi kabini. Film se razlikuje od Chaplinovih predhodnih produkcij v več pogledih. Prvič je uporabil tehniko technicolor in široko-zaslonski format, sam se je lahko osredotočil na režijo, saj se je pojavil le v mini vlogi kot od morske bolezni bolan stevard. Podpisal je tudi pogodbo s studiem Universal Pictures in določil pomočnika Jeroma Epsteina za producenta. Film je bil premierno prikazan januarja 1967, ko je naletel na slabe kritike in finančni neuspeh. Chaplina je globoko prizadel negativen odziv na film, ki se je izkazal za njegovega zadnjega.
Ob koncu šestdesetih let je utrpel serijo manjših kapi, ki so oznanjali začetek počasnega slabšanja njegovega zdravja. Kljub temu je že kmalu začel pisati nov filmski scenarij The Freak, zgodbo o krilati deklici, najdeni v Južni Ameriki, s katero naj bi se med filmske zvezde zavihtela njegova hči Victoria Chaplin. Toda krhko zdravje mu je preprečilo dokončanje projekta. V začetku sedemdesetih let se je osredotočil na ponovno izdajanje svojih starih filmov, tudi Otrok in Cirkus. Leta 1971 je bil imenovan za viteza poveljnika Reda legije časti na filmskem festivalu v Cannesu. Sledeče leto je prejel še posebno nagrado na beneškem filmskem festivalu
Leta 1972 mu je Akademija filmske umetnost in znanosti ponudila častnega oskarja, kar Robinson videl kot znak, da so se ZDA »želele odkupiti«. Chaplin je bil sprva v dvomih, če naj nagrado sprejme, toda odločil se je za vrnil v ZDA po dvajsetih letih. Obisk je bil deležen velike pozornosti medijev, na podelitvi oskarjev je bil deležen dvajsetminutnega stoječega aplavza gledalcev, najdaljšega v zgodovini prireditve. Vidno ganjen je sprejel nagrado za »neizmerljiv prispevek k napredku filma do umetniške oblike stoletja«.
Čeprav je še imel načrte za nove filmske projekte, pa je bil do sredine sedemdesetih let zelo slaboten. Utrpel je več nadaljnjih kapi, zaradi česar se je težko sporazumeval, priklenjen je bil tudi na invalidski voziček. Njegova zadnja projekta sta bila sestavljanje slikovne biografije My Life in Pictures (1974) in filmska podlaga za ponovno izdajo filma Parižanka leta 1976. Pojavil se je tudi v dokumentarnem filmu o svojem življenju The Gentleman Tramp (1975), ki ga je režiral Richard Patterson. Leta 1975 mu je kraljica Elizabeta II. podelila viteški naziv.

#### Smrt
Do oktobra 1977 se mu je zdravje poslabšalo do te mere, da je potreboval stalno oskrbo. V zgodnjem jutru 25. decembra 1977 je umrl doma v spanju za kapjo. Star je bil 88 let. Pogreb je potekal 27. decembra, po njegovih željah je bil skromen in anglikanski. Pokopan je na pokopališči v Corsier-sur-Veveyu. Med pokloni iz filmske industrije je režiser René Clair zapisal: »Bil je spomenik kinematografiji, v vseh državah in za vse čase ... najlepše darilo, ki ga je kinematografija lahko pripravila za nas.« Igralec Bob Hope je dodal: »Lahko smo srečni, da smo živeli v njegovem času.«
1. marca 1978 je bila krsta s Chaplinovim truplom izkopana in ukradena s strani dveh brezposelnih pribežnikov, Romana Wardasa iz Poljske in Gantča Ganeva iz Bolgarija. Truplo sta zadrževala v zameno za odkupnino s strani Oone Chaplin. V veliki policijski operaciji sta bila maja ujeta, krsta s Chaplinovim truplom pa najdena zakopana na polju v bližnji vasi Noville. Ponovno je bila pokopana na pokopališču in obdana z ojačanim cementom.

## Snemanje filmov

### Vplivi
Chaplin je verjel, da je bila njegov prvi vpliv mati, ki ga je kot otroka zabavala, ko je sedela ob oknu in oponašala mimoidoče: »Z opazovanje nje sem se naučil ne samo izražanja čustev preko rok in obraza, ampak tudi opazovanja in preučevanja ljudi.« Zgodnja leta v varietejskem gledališču so mu omogočala opazovanje komikov pri delu; udeležil se je tudi božične pantomime v gledališču Drury Lane, kjer se je učil klovnske umetnosti preko nastopajočih, kot je bil Dan Leno. Leta, ki jih je preživel s skupino Freda Karna, so ga izoblikovala kot igralca in režiserja. Simon Louvish je zapisal, da je bila skupina njegov »učni kamp«, kjer se je naučil spreminjati tempo svojih komedij. Koncepta mešanja čustvene komponente z elementi burleske se je naučil od Karna, ki je uporabljal tudi elemente absurda, pozneje znane iz Chaplinovih skečev. Iz filmske industrije se je Chaplin naslanjal na dela francoskega komika Maxa Linderja, čigar filme je globoko občudoval. Razvoj kostuma in osebnosti Potepuha je verjetno navdihnila ameriška vodevilska scena, kjer so bili liki potepuhov pogosti.

### Način dela
O svojem načinu snemanja filmov je govoril le površno, trdil je, da bi bilo razkritje tega enako, kot bi čarovnik razkril svoje iluzije. V času njegovega življenja je bilo zelo malo znanega o njegovem delovnem procesu, toda raziskave filmskih zgodovinarjev – posebej odkritja Kevina Brownlowa in Davida Gilla, ki so bila predstavljena v tridelnem dokumentarnem filmu Neznani Chaplin (1983) – so razkrila njegove edinstvene metode dela.
Dokler ni začel snemati filmov z govorjenim dialogom z Velikim diktatorjem, ni nikoli posnel filma iz končanega scenarija. Veliko njegovih zgodnjih filmov se je začelo le z nejasno osnovo – na primer »Charlie pride v zdravilišče ali Charlie dela v zastavljalnici«. Nato je dal postaviti scene in skupaj s skupino igralcev improviziral skeče in dogajanje med njimi, skoraj vedno je preizkušal različne ideje na filmu. Ko so bile ideje sprejete ali zavržene, se je pojavila struktura zgodbe, pogosto je moral na novo posneti prizore, ki se drugače ne bi ujemali z zgodbo. Od filma Parižanka naprej je Chaplin začenjal snemaje s pripravljeno zgodbo, toda Robinson je zapisal, da so vsi filmi do Modernih časov »šli skozi več preobrazb in transformacij, preden je zgodba dobila svojo končno obliko.«
Produciranje filmov na tak način je pomenilo, da je Chaplin potreboval več časa za končanje filma kot skoraj kateri koli filmar tistega časa. Če mu je zmanjkalo idej, se je pogosto med snemanjem vzel premor, ki je lahko trajal več dni, med tem pa je studio pripravljen čakal na vrnitev navdiha. Še nadaljnje podaljševanje procesa se je vršilo zaradi Chaplinovega doslednega perfekcionizma. Njegov prijatelj Ivor Montagu je dejal: »Nič drugega kot perfekcija ni bilo dovolj dobro« zanj. Ker je sam financiral svoje filme, je lahko za dosego tega cilja zahteval kolikor ponovitev je želel. Njihovo število je bilo pogosto pretirano, na primer 53 ponovitev za vsak končni ponetek v filmu Deček. Za film Priseljenec, ki je trajal dvajset minut, je Chaplin posnel 12.000 metrov filma – dovolj za celovečerni film.

»Noben drug filmar ni tako obvladoval vseh vidikov procesa, opravil vseh del. Če bi obstajal, bi Chaplin odigral vse vloge in (kot je njegov sin šaljivo, a prodorno dejal) sešil še vse kostume.«

—Chaplinov biograf David Robinson
Njegovo delovno metodo opisuje kot »gola vztrajnost do točke norosti «, saj ga je produkcija filma popolnoma prevzela. Robinson je še zapisal, da je imelo Chaplinovo delo tudi v zrelejših letih še naprej »prednost pred vsem in vsakomur drugim.« Kombinacija improvizirane zgodbe in neusmiljenega perfekcionizma – kar je pomenilo naporne dneve in tisoče metrov zavrženega filmskega traka, tudi ob velikih stroških – sta se izkazala naporna za Chaplina, ki se je frustriran pogosto znašal nad igralci in ekipo.
Nad svojimi filmi je vršil popoln nadzor do točke, da je odigral vloge za ostale igralce, ki bi naj ga natanko posnemali. Osebno je montiral vse svoje filme, prebiti se je moral skozi velike količine posnetkov, da je izdelal natanko tak film, kot si je bil zamislil. Zaradi njegove popolne neodvisnosti ga je filmski zgodovinar Andrew Sarris za enega prvih amaterskih filmarjev. Vseeno je imel nekaj pomočnikov, predvsem dolgoletnega direktorja fotografije Rolanda Totheroha, brata Sydneya Chaplina ter različne pomočnike režiserja, kot sta bila Harry Crocker in Charles Reisner.

### Stil in teme
Čeprav je Chaplinov komični stil komedije splošno definiran kot burleska, pa velja tudi za zadržanega in inteligentnega, filmski zgodovinar Philip Kemp ga opisuje kot zmes »spretne, baletne situacijske komedije, situacijskih skečev«. Od klasične burleske se je oddaljil z znižanjem tempa in izčrpanjem vsakega prizora do svojega komičnega potenciala, z več poudarka na razvoju gledalčevega odnosa do likov. V nasprotju z značilno burlesko, Robinson navaja, da so komični trenutki v Chaplinovih filmih vezani na Potepuhov odnos do stvari, ki se mu dogajajo: humor ne prihaja od tega, da se Potepuh zaleti v drevo, ampak da dvigne svoj klobuk v opravičilo drevesu. Dan Kamin je zapisal, da sta »čudaški manirizem« in »resno obnašanje sredi burleskne akcije« druga ključna vidika njegove komedije, pogoste so tudi nadrealistične preobrazbe predmetov in uporaba trikov s kamero.
Chaplinov nemi film običajno sledi Potepuhovim naporom po preživetju v sovražnem svetu. Lik živi v revščini in je pogosto dežen slabega ravnanja, vseeno pa ostaja prijazen in veder; upira se svojemu družbenemu položaju in si želi biti sprejet kot kavalir. Kot je sam dejal leta 1925: »Ves smisel malega človeka je, da ne glede na to kako močno je padel na rit, ne glede na to kako dobro so ga šakali uspeli raztrgati, še vedno ostaja dostojanstven človek.« Potepuh se upira organom oblasti in »daje tako dobro kot prejema«, zaradi česar ga Robinson in Louvish vidita kot predstavnika zapostavljenih – »navadni človek se spremeni v herojskega odrešenika«. Hansmeyer opaža, da se več Chaplinovih filmov konča s tem, da »brezdomni in osamljeni Potepuh [odkoraka] optimistično ... v sončni vzhod ... da bi nadaljeval svoje potovanje.«

»Paradoksalno je, da tragedija spodbudi razpoloženje zasmehovanja ...	 zasmehovanje je, si mislim, odnos kljubovanja; moramo se smejati v obraz svoje nemoči proti silam narave – ali pa znorimo.«

—Chaplin razlaga, zakaj se njegove komedije pogosto norčujejo iz tragičnih okoliščin
Vnašanje čustvene note je dobro znani vidik Chaplinovih del in Larcher izpostavlja njegov sloves, da »[vključuje] smeh in solze«. Sentimentalnost se v njegovih filmih kaže na več načinov, Louvish jo vidi kot »osebni neuspeh, družbena strogost, finančna katastrofa in zunanji vplivi«. Chaplin je včasih črpal teme za filme iz tragičnih dogodkov, kot je primer Zlata mrzlica (1925), ki ga je navdihnila usoda Donnerjeve skupine. Constance B. Kuriyama je prepoznal prevladujoče resne teme v zgodnjih komedijah, kot sta pohlep (Zlata mrzlica) in izguba (Deček). Dotaknil se je tudi spornih vprašanje: priseljevanje (Priseljenec, 1917), nezakonski otroci (Deček, 1921) in zloraba drog (Dobra soseska, 1917). Pogosto se je teh tem loteval ironično ter tako ustvaril komedijo iz trpljenja.
Socialna sporočilnost je bila del Chaplinovih filmov od začetkov kariere, ko je prikazoval izobčenca na sočuten način in s poudarjanjem težav revnih. Kasneje, ko je razvil posebno zanimanje za gospodarstvo in se čutil dolžen javno predstaviti svoje poglede, je začel v svoje filme vključevati odkrito politična sporočila. Film Moderni času (1936) prikazuje tovarniške delavce v klavrnih pogojih, Veliki diktator (1940) pa parodira Adolfa Hitlerja in Benita Mussolinija ter se konča z naogovorom proti nacionalizmu, Gospod Verdoux (1947) kritizira vojno in kapitalizem, Kralj v New Yorku (1957) pa napada makartizem.
V več njegovih filmih se kažejo avtobiografski elementi, psihoanalitik Sigmund Freud je verjel, da Chaplin »igra le samega sebe kot je bil v turobni mladosti«. Film Deček odraža njegove mladostne travme, ko je bil poslan v sirotišnico, glavna lika filma Odrske luči (1952) vsebujeta elemente iz življenja njegovih staršev, film Kralj v New Yorku pa se navezuje na Chaplinov izgon iz ZDA. Veliko njegovih scen, zlasti uličnih, močno spominja na Kennington, kjer je odrasel. Stephen M. Weissman je menil, da se njegov težaven odnos z duševno bolno materjo pogosto odraža v njegovih ženskih likih in Potepuhovi želji, da jih rešuje.
Učenjak Gerald Mast strukturo njegovih filmov vidi kot več skečev, povezanih z istima temo in sceno, ne kot tesno povezano fabulo. Vizualno so njegovi filmi preprosti in gospodarni, saj so scene prikazane kot na odru. njegov pristop k snemanju filmov je režiser Eugène Lourié opisal kot: »Chaplin ni razmišljal o umetniških prizorih, ko je snemal. Verjel je, da je glavna akcija. Kamera je tam, da posname igralce.« V svoji avtobiografiji je Chaplin zapisal: »Preprostost je najboljša ... izumetničeni učinki upočasnijo akcijo, so dolgočasni in neprijetni ... Kamera ne sme biti vsiljiva.« Tak pristop mu je od štiridesetih let prinašal očitke, da je »staromoden«, filmski učenjak Donald McCaffrey to vidi kot indic, da Chaplin ni nikoli povsem razumel filma kot medija, Kamin pa meni, da Chaplinov komični talent ne bi bil dovolj, da bi bil tudi na platnu smešen, če ne bi imel »zmožnosti, da si zamisli in režira prizore posebej za medij filma«.

### Skladanje
Chaplin je razvil strast do glasbe že v otroštvu, sam se je naučil igrat na klavir, violino in čelo. Glasbena podlaga filmov se mu je zdela pomembna, in od filma Parižanka naprej je kazal večje zanimanje za to področje. S pojavom zvočne tehnologije je začel uporabljati orkestrsko glasbeno podlago – ki jo je sam skladal – za film Luči velemesta (1931). Od tedaj naprej je skladal glasbo za skoraj vse svoje filme, od poznih petdesetih let pa do smrti je z glasbeno podlago opremil vse svoje neme celovečerne in nekatere kratke filme.
Ker Chaplin ni bil izučen glasbenik, ni znal brati notnega zapisa in je potreboval pomoč profesionalnih skladateljev, kot so David Raksin, Raymond Rasch in Eric James, ko je pisal glasbene podlage. Čeprav so nekateri kritiki menili, da bi morali zasluge za njegovo filmsko glasbo nositi skladatelji, ki so delali z njim, pa je Raksin – ki je delal s Chaplinom na glasbi za film Moderni časi – izpostavil njegovo ustvarjalno držo in aktivno sodelovanje v procesu skladanja. Ta proces, ki je lahko trajal več mesecev, se je začel s Chaplinovim opisom skladatelju ali skladateljem kaj natančno si želi in petjem ali igranjem melodij, ki jih je sestavil na klavirju. Te melodije so nato v tesnem sodelovanju med Chaplinom in skladatelji nadalje razvijali. Filmski zgodovinar Jeffrey Vance je dejal: »čeprav se je občasno zanašal na raznoliko in kompleksno orkestracijo, je glasbeni imperativ njegov, niti nota ni bila dodana v glasbeno podlago brez njegove odobritve.«
Chaplinovo skladateljsko delo je prineslo tri priljubljene pesmi. »Smile«, prvotno napisan za film Moderni časi (1936) in kasneje uglasben na besedilo Johna Turnerja in Geoffreyja Parsonsa, je bil v izvedbi Nata Kinga Cola hit leta 1954. Za film Odrske luči je Chaplin napisal »Terry's Theme«, ki jo je proslavil Jimmy Young kot »Eternally« (1952). »This Is My Song« se je v izvedbi Petule Clark, napisana za film Grofica iz Hongkonga (1967), uvrstila na prva mesta britanske in nekaterih drugih evropskih lestvic. Chaplin je prejel svojega edinega oskarja v tekmovalnih kategorijah za skladateljsko delo, ko je bil film Odrske luči leta 1973 izbran za najboljšo izvirno glasbeno podlago ob ponovni izdaji.

## Zapuščina
Leta 1998 je filmski kritik Andrew Sarris Chaplina označil za »morda najpomembnejšega filmskega umetnika, brez dvoma pa najbolj nenavadnega igralca in verjetno še vedno najbolj univerzalno ikono filma«. Britanski filmski inštitut ga opisuje kot »veličastno figuro v svetu kulture«, Revija TIME pa ga je uvrstila na seznam stotih najpomembnejših ljudi dvajsetega stoletja za »smeh, ki ga je prinesel milijonom« in ker je »bolj ali manj izumil globalno prepoznavnost in pomagal spremeniti industrijo v umetnost«.
Podoba Potepuha je postala del kulturne zgodovine; Simon Louvish je dejal, da je lik prepoznaven tudi ljudem, ki niso nikoli videli Chaplinovih filmov, in v tistih delih sveta, kjer ne predvajajo njegovih filmov. Kritik Leonard Maltin je pisal o »edinstveni« in »nepozabni« naravi Potepuha ter navedel, da nobenemu drugemu komedijantu ni uspelo doseči takega »svetovnega učinka«.Richard Schickel v navdušenju nad likom meni, da Chaplinovi filmi s Potepuhom vsebujejo najbolj »prepričljive, bogate komične izraze človeškega duha« v filmski zgodovini. Spominki, povezani z likom, še vedno dosegajo visoke izkupičke na dražbah; leta 2006 sta klobuk in palica, ki sta bila del Potepuhovega kostuma, navrgla 140.000 $ na dražbi v Los Angelesu.
Kot filmar velja Chaplin za pionirja in eno najvplivnejših osebnosti v zgodnjem dvajsetem stoletju. Pogosto je označen za enega prvih umetnikov filma. Filmski zgodovinar Mark Cousins je zapisal, da je Chaplin »ne le spremenil filmsko metaforiko, ampak tudi njeno sociologijo in slovnico« ter trdi, da je bil Chaplin tako pomemben za razvoj komedije, kot D.W. Griffith za razvoj drame. Kot prvi je populariziral celovečerne komedije, jim upočasnil tempo akcije ter dodal čustveno noto in rahločutnost. Čeprav so njegova dela večinoma uvrščena med burleske, je njegov dramski film Parižanka (1923) močno vplival na film The Marriage Circle (1924) Ernsta Lubitscha ter imel tako vlogo pri razvoju »prefinjene komedije«. David Robinson meni, da so bile Chaplinove inovacije »hitro vključene in so postale del običajne prakse snemanja filmov«. Filmarji, ki so navedli Chaplina kot svoj vpliv, so tudi Federico Fellini (ki je imenoval Chaplina za »nekakšnega Adama, iz katerega vsi izviramo«), Jacques Tati ("Brez njena ne bi posnel niti filma"), René Clair (»navdahnil je praktično vsakega filmarja«), Michael Powell, Billy Wilder, in Richard Attenborough. Andrej Tarkovski je hvalil Chaplina kot »edino osebo, ki se je zapisala v zgodovino kinematografije brez sence dvoma. Filmi, ki nam jih je zapustil, ne bodo nikoli zastarali.«
Chaplin je vplival tudi na delo kasnejših komikov. Marcel Marceau je dejal, da ga je gledanje Chaplina navdihnilo, da je postal pantomimik, igralec Raj Kapoor pa je svoj lik osnoval na Potepuhu. Mark Cousins je zaznal Chaplinov stil komedije tudi v francoskem liku Monsieurju Hulotu in italijanskem Totòju. Na drugih področjih je bil Chaplin navdih za Mačka Feliksa in Mikija Miško, vplival je tudi na umetniško gibanje dadaizem. Kot eden ustanovnih članov United Artists je odigral vlogo tudi pri razvoju filmske industrije. Gerald Mast je zapisal, da čeprav UA ni nikoli postal velika družba kot MGM ali Paramount Pictures, pa je bila ideja, da bi režiserji producirali lastne filme »več let pred svojim časom«.
Tudi v enaindvajsetem stoletju več Chaplinovih filmov velja za klasične in spada med najboljše vseh časov. Po anketi revije Sight & Sound iz leta 2012, v kateri filmski kritiki in režiserji določijo svojih deset najboljših filmov za določitev najboljših med posamezno skupino, je Luči velemesta uvrščenem med prvih 50, Moderni časi med prvih 100 ter Veliki diktator in Zlata mrzlica med prvih 250. Med najboljših 100 filmov, kot so jih izglasovali filmski režiserji, so bili uvrščeni Moderni časi na 22. mesto, Luči velemesta na 30. mesto in Zlata mrzlica na 91. mesto. Vsak od Chaplinovih celovečernih filmov je prejel vsaj glas. Leta 2007 je Ameriški filmski inštitut postavil film Luči velemesta na enajsto mesto najboljših ameriških filmov vseh časov, Zlata mrzlica in Moderni časi pa sta se ponovno uvrstila med prvih 100. Knjige o Chaplinu se še vedno redno objavljajo, saj je priljubljena tema za filmske učenjake in arhiviste. Več njegovih filmov je izšlo v formatih DVD in Blu-ray.

### Spominske slovesnosti in pokloni
Chaplinu je posvečenih več spomenikov. V njegovem rojstnem mestu London Film Museum od leta 2010 gosti stalno razstavo o njegovem življenju in karieri poimenovano Charlie Chaplin – The Great Londoner. Kip Chaplina kot Potepuha stoji na leicesterskem trgu, izdelal ga je John Doubleday in odkril leta 1981. Po njem je poimenovana tudi ulica Charlie Chaplin Walk v osrednjem Londonu, kjer stoji BFI IMAX.
Njegov zadnji dom, Manoir de Ban v Corsier-sur-Veveyu, Švica, je v procesu prenovitve v muzej, ki naj bi ga odprli leta 2015, predstavljal bo njegovo življenje in kariero. V bližnjem mestu Vevey so leta 1980 po njem poimenovali park, leta 1982 pa v njem še postavili spomenik. Leta 2011 so v Veveyu odkrili še stenski poslikavi na dveh štirinajst-nadstropnih zgradbah, ki upodabljata Chaplina. Poklonili so se mu tudi v irskem mestu Waterville, kjer je preživel več poletij z družine v šestdesetih letih. Leta 1998 so mu postavili spomenik, od leta 2010 pa mesto gosti tudi vsakoletni Filmski festival komedije Charlieja Chaplina., ki je bil ustanovljen za proslavitev Chaplinove zapuščine in odkrivanje novih komičnih talentov.
Med drugimi pokloni, je po njem poimenoval planetoid 3623 Chaplin, ki ga je leta 1984 odkrila sovjetska astronomka Ljudmila Karačkina. V osemdesetih letih je IBM uporabljal podobo Potepuha za oglaševanje svojih osebnih računalnikov. Chaplinovo stoletnico rojstva je leta 1989 obeležilo več prireditev po svetu, 15. aprila 2011, dan pred njegovo 122. obletnico rojstva, ga je Google počastil s posebnim doodlom na svoji globalni in lokalnih straneh. Veliko držav na šestih različnih celinah ga je počastilo s poštno zmamko.
Z njegovo zapuščina upravlja Združenje Chaplin, ki so ga ustanovili njegovi otroci in ki ima v lasti avtorske pravice nad njegovo podobo, imenom in večino njegovih filmov, posnetih po leta 1918. Njihov glavni arhiv je lociran v Cineteca di Bologna in vsebuje 83.630 slik, 118 scenarijev, 976 rokopisov, 7.756 pisec in tisoče dokumentov. Fotografski arhiv, ki vključuje približno 10.000 fotografij Chaplinovega življenja in kariere, je lociran v Musée de l'Elysée v Lausanni, Švica. Tudi Britanski filmski inštitut je ustanovil Raziskovalni sklad Charlieja Chaplina, prva mednarodna Konferenca Charlieja Chaplina pa je potekala julija 2005 v Londonu.

### Upodobitve
Chaplin je upodobljen v biografskem filmu Chaplin (1992, režiser Richard Attenborough). V njem glavno vlogo odigral Robert Downey, Jr., ki je bil zanjo nominiram za oskarja in prejel nagrado BAFTA za moško glavno vlogo. Chaplin je uporabljen tudi v filmih Špica (2001), igra ga Eddie Izzard, in The Scarlett O'Hara War (1980), igra ga Clive Revill. Na televiziji PBS je bila leta 1989 predvajana serija Young Charlie Chaplin o Chaplinovem otroštvu, ki je bila nominirana za nagrado Emmy za najboljši otroški program. Njegovo zgodnje otroštvo v Londonu je bilo leta 1970 na BBC predmet oddaje Tommy Steele in Search of Charlie Chaplin, ki jo je vodil pevec in igralec Tommy Steele.
Chaplinovo življenje je bilo tudi predmet več gledaliških predstav. Thomas Meehan in Christopher Curtis sta napisala muzikal Limelight: The Story of Charlie Chaplin, ki je imel premiero leta 2010 v gledališču La Jolla Playhouse v San Diegou. Dve leti kasneje je bila predstava prilagojena za Broadway, z naslovom Chaplin – A Musical. V obeh predstavah ga je igral Robert McClure. Leta 2013 sta bili dve predstavi o Chaplinu premierno prikazani na Finskem, Chaplin v gledališču Svenska in Kulkuri (Potepuh) v delavskem gledališču Tampere. Chaplin je tudi osrednji lik romana Sunnyside (Glen David Gold, 2009), ki se dogaja v obdobju prve svetovne vojne.

## Nagrade in priznanja
Chaplin je prejel mnoge nagrade in priznanja, še posebej v zrelejših letih življenja. Leta 1975 je bil imenovan za viteza poveljnika Reda britanskega imperija. Leta 1962 sta mu univerzi Oxford in Durham podelili častni doktorat. Leta 1965 je bil skupaj z Ingmarjem Bergmanom dobitnik Erazmove nagrade in leta 1971 s strani francoske vlade imenovan za viteza poveljnika Reda legije časti.
S strani filmske industrije je Chaplin prejel zlatega leva na beneškem filmskem festivalu leta 1972 in nagrado za življenjsko delo s strani Lincoln Center Film Society istega leta. Slednja se od tedaj imenuje Chaplinova nagrada. Leta 1970 je prejel zvezdo na Hollywoodski aleja slavnih, pred tem je bil izključen zaradi svojih političnih prepričanj.
Prejel je tri oskarje: častnega za »raznovrstnost in genialnost v igri, pisanju, režiranju in produciranju filma Cirkus« leta 1929, drugič častnega za »neizmerljiv prispevek k napredku filma do umetniške oblike stoletja« leta 1972 in za najboljšo glasbeno podlago leta 1973 za film Odrske luči (skupaj z Rayem Raschem in Larryjem Russellom). Nominiran je bil še za najboljšo moško glavno vlogo, najboljši izvirni scenarij in najboljši film (kot producent) za film Veliki diktator ter za najboljši izvirni scenarij tudi za film Gospod Verdoux.
Kongresna knjižnica je izbrala šest njegovih filmov za ohranitev v okviru Narodnega filmskega registra: Priseljenec (1917), Deček (1921), Zlata mrzlica (1925), Luči velemesta (1931), Moderni časi (1936) in Veliki diktator (1940).

## Filmografija
Režirani celovečerni filmi:
- Deček (1921)
- Parižanka (1923)
- Zlata mrzlica (1925)
- Cirkus (1928)
- Luči velemesta (1931)
- Moderni časi (1936)
- Veliki diktator (1940)
- Gospod Verdoux (1947)
- Odrske luči (1952)
- Kralj v New Yorku (1957)
- Grofica iz Hongkonga (1967)